# Байрон Лупер
Байрон Лупер (Байрон Энтони Лупер; 15 сентября 1964 — 26 июня 2013) — республиканец из Теннесси, осуждённый за убийство. Чтобы продвинуть свою политическую карьеру, он юридически изменил своё второе имя с «Энтони» на «(Низкий налог)», включая круглые скобки. После того, как он был осуждён за убийство своего оппонента, действующего сенатора штата Теннесси Томми Бёркса на выборах в октябре 1998 года, Лупер был приговорён к пожизненному заключению. Он умер в исправительном комплексе округа Морган 26 июня 2013 года.

## Биография

### Ранняя жизнь, образование и начало карьеры
Байрон Лупер родился в Куквилле, штат Теннесси. Он провёл большую часть своего детства в Джорджии, где его отец, Аарон Лупер, был директором школы. Лупер учился в Военной академии США Вест-Пойнт с 1983 по 1985 год, но получил почётное увольнение после серьёзной травмы колена. После, он переехал в Джорджию, где учился в Университете Джорджии и работал в законодательном собрании штата после окончания учёбы.
В 1988 году Лупер баллотировался в Палату представителей Джорджии как демократ, проиграв Вик Орру на праймериз Демократической партии. Он поступил в аспирантуру в Школу бизнеса и экономики Стетсона Университета Мерсер в Атланте. Продолжил свою политическую деятельность в качестве сотрудника организации «Молодые демократы Джорджии» и в качестве сотрудника избирательной кампании Альберта Гора по выдвижению кандидатуры от Демократической партии в 1988 году и президентской кампании Клинтон-Гор в 1992 году.

### Карьера
В 1992 году Лупер вернулся в Теннесси и стал республиканцем. Он проиграл гонку за Палату представителей Теннесси в 1994 году, когда выступил против действующего законодателя Джера Харгроува.
В 1996 году он официально изменил своё второе имя с Энтони на «(Низкие налоги)» и успешно баллотировался на должность налогового инспектора округа Патнам, победив действующего президента после кампании, в которой он не появлялся на публике и не участвовал в дебатах. Как налоговый инспектор, Лупер использовал оборудование своего офиса для рассылки многочисленных пресс-релизов средствам массовой информации Теннесси, положительно отзываясь о себе и заявляя о различных недостатках со стороны других местных чиновников. В то же время он редко появлялся на работе, и было много сообщений о нарушениях при начислении налога на имущество. В марте 1998 года, Бюро расследований штата Теннесси, предъявило Луперу обвинение по 14 пунктам. Он утверждал, что обвинения были политически мотивированными из-за демократического контроля над политикой округа Патнам и Генеральной ассамблеи Теннесси. Газета «Cookeville Herald-Citizen» регулярно сообщала о причудливых выходках республиканского налогового инспектора и публичных словесных нападках на выборных должностных лиц округа Патнам. Республиканская партия Теннесси вскоре заявила, что не связана с Лупером.
В октябре 1998 года, после того, как Лупер был арестован за убийство Томми Бёркса, прокурор округа Патнам и десять граждан подали прошения с требованием отстранить его от должности налогового инспектора. Лупер был отстранён от должности в январе 1999 года. Лупер также столкнулся с юридическими проблемами из-за бывшей девушки, которая подала на него в суд, потребовав 1,2 миллиона долларов, заявив, что она забеременела и родила ребёнка. Девушка утверждала, что Лупер заставил её вступить с ним в половую связь, и что он использовал своё официальное положение, чтобы отобрать её дом. Ранее Лупер запускал рекламную кампанию, в которой ложно представлял эту же девушку, как жену. После отстранения Лупера от должности и осуждения за убийство, прокуратура приняла решение не возбуждать уголовные дела по уголовным обвинениям, предъявленным в марте 1998 года.
Политические кандидатуры 1998 года
На предварительных выборах в августе 1998 года Лупер добивался выдвижения республиканцев как в 6-й избирательный округ штата Теннесси, так и в Сенат штата Теннесси. Он потерпел неудачу в своём стремлении к выдвижению в Палату Конгресса, заняв третье место из четырёх, но не встретил сопротивления в выдвижении в сенат штата. Это положило начало его кампании против действующего сенатора от Демократической партии Томми Бёркса. Бёркс представлял округ Патнам в законодательном собрании штата в течение 28 лет, включая четыре двухлетних срока в Палате представителей Теннесси и пять четырёхлетних сроков в Сенате штата Теннесси. Фермер и консервативный южный демократ старого образца, он был популярен в своём районе.

### Убийство Томми Бёркса
Утром 19 октября 1998 г. правоохранительные органы прибыли на вызов на ферму Бёркса. Там было обнаружено тело Томми Бёркса, голова которого лежала на рулевом колесе его пикапа, а над левым глазом было одно пулевое ранение. Несколькими минутами ранее Бёркс разговаривал с работником фермы Уэсли Рексом. В то утро оба мужчины несколько раз видели чёрную машину, проезжающую мимо фермы, которую вёл мужчина в солнечных очках и чёрных перчатках. Позже машина проскочила мимо грузовика Рекса, что позволило Рексу увидеть водителя. Власти округа Камберленд немедленно начали стандартное расследование убийства, но не смогли найти никого с какой-либо веской причиной для убийства Бёркса. После того как Рекс увидел фотографию Лупера по телевидению, он позвонил вдове Бёркса, Шарлотте Бёркс, и сказал ей, что Лупер был тем человеком, которого он видел у день убийства.
В Хот-Спрингс, штат Арканзас, Лупер встретился со своим другом, вербовщиком Корпуса морской пехоты США Джо Бондом. Бонд и Лупер были друзьями в детстве, и летом 1998 года Лупер возродил дружбу, в основном потому, что хотел перенять опыт Бонда в области огнестрельного оружия. Бонд в конечном итоге стал ключевым свидетелем обвинения в деле об убийстве Бёркса.

### Кампания после убийства
Закон штата Теннесси гласил, чтобы имя кандидата, умершего до выборов, было удалено из бюллетеня, и не позволял партии кандидата заменять умершего кандидата в течение 30 дней после выборов. Соответственно, после смерти Бёркса, Лупер стал единственным кандидатом, внесённым в официальный бюллетень на место в сенате Бёркса. Возможно, это и было намерением Лупера. Несколько человек пытались вычеркнуть имя Лупера из бюллетеня, утверждая, что арест Лупера представляет собой моральную распущенность. Республиканская партия штата дистанцировалась от Лупера. Чтобы помешать Луперу выиграть место в сенате штата по формальным причинам, вдова Бёркса, Шарлотта была выдвинута как вписываемый кандидат на место своего мужа. Десятки добровольцев помогли её кампании, в том числе и несколько республиканцев. В день выборов Шарлотта Бёркс, как вписанный кандидат, обошла Лупера с 30 252 голосами против 1531. Также, Шарлотта Бёркс побеждала на выборах в 2002, 2006 и 2010 годах и вышла на пенсию после выборов 2014 года.

### Обвинение и приговор за убийство
Суд присяжных по делу Лупера состоялся в 2000 году после нескольких задержек, поскольку он сменил адвокатов, а его адвокаты подали ходатайства с просьбой изменить судью и место проведения судебного заседания. Суд не был перенесён, но были приглашены присяжные из округа Салливан, чтобы уменьшить вероятность того, что на присяжных повлияла досудебная огласка. К моменту судебного разбирательства было найдено оружие, очевидно использовавшееся при убийстве, на пересечении шоссе TN 111 и I-40.
Уэс Рекс и Джо Бонд были важными свидетелями обвинения, как и два политических консультанта, которые сообщили, что с ними в разное время контактировал Лупер, который сказал им обоим, что хочет участвовать в политической гонке и считает, что самый надёжный способ победить — это убить оппонента. Прокурор, Тони Крейгхед, сказал присяжным, что Лупер намеревался «выиграть эти выборы с помощью Smith & Wesson». В свою защиту Лупер утверждал, что он находился в доме своей матери во Флори-Бранч, штат Джорджия, в то утро, когда умер Бёркс. В августе 2000 года Лупер был признан виновным в убийстве первой степени и приговорён к пожизненному заключению без возможности условно-досрочного освобождения. Семья жертвы просила прокуратуру не добиваться смертной казни. После осуждения и вынесения приговора Лупер был переведён в государственную исправительную колонию Brushy Mountain в Петросе, штат Теннесси. Тюрьма Brushy Mountain была закрыта в 2009 году; Лупера перевели в исправительный комплекс округа Морган.
В 2001 или 2002 годах Лупер подал в суд на телеканал и отдельных сотрудников радиостанции за то, что они неблагоприятно изобразили его в эфирном интервью. В декабре 2001 года Лупер стал героем 163-го эпизода «Американского правосудия», озаглавленного «Устранение конкуренции». Он также подал иск против персонала Департамента исправительных учреждений штата Теннесси и подрядчика, который оказывал медицинские услуги в тюрьмах штата Теннесси, обвиняя их в неконституционности условий содержания и отсутствии адекватной медицинской помощи. В этом иске он потребовал 47 миллионов долларов в качестве компенсации за ущерб. Он также подал несколько безуспешных ходатайств об отмене приговора.

### Смерть
Лупер был найден мёртвым в своей тюремной камере 26 июня 2013 года. Согласно отчёту, за два часа до того, как Лупер был найден мёртвым, он напал на беременную женщину-консультанта, и его пришлось успокаивать. Вскрытие показало, что у него сердечное заболевание, вызванное сочетанием высокого кровяного давления и затвердевания артерий; у него также был токсичный уровень антидепрессантов в организме.